# Badminton na Letnich Igrzyskach Olimpijskich 2024 – debel kobiet
Turniej gry podwójnej kobiet w badmintonie podczas XXXIII Letnich Igrzysk Olimpijskich w Paryżu został rozegrany w dniach od 27 lipca do 3 sierpnia 2024 roku w Arena Porte de la Chapelle. W rywalizacji wzięło udział 16 par z 13 reprezentacji.

## Zasady turnieju
Zawodniczki zostały podzielone na cztery grupy, w których rywalizowano systemem każdy z każdym. Dwie najlepsze pary z każdej z grup awansowały do ćwierćfinału. Od tego czasu rywalizacja przybrała formę pucharową. W trakcie całego turnieju mecze rozgrywane były do dwóch zwycięskich setów.

## Rozstawieni zawodnicy
1. Chen Qingchen / Jia Yifan
2. Baek Ha-na / Lee So-hee
3. Liu Shengshu / Tan Ning
4. Nami Matsuyama / Chiharu Shida

## Faza grupowa

### Grupa A
| Lp. | Zawodnik                                            | M | Z | P | S+ | S- | S+/- | P+  | P-  | P+/- | Pkt | Kwalifikacja        |
| --- | --------------------------------------------------- | - | - | - | -- | -- | ---- | --- | --- | ---- | --- | ------------------- |
| 1   | Chen Qingchen / Jia Yifan (CHN)                     | 3 | 3 | 0 | 6  | 0  | +6   | 130 | 102 | +28  | 3   | Awans do 1/4 finału |
| 2   | Pearly Tan / Thinaah Muralitharan (MAS)             | 3 | 2 | 1 | 4  | 3  | +1   | 139 | 122 | +17  | 2   | Awans do 1/4 finału |
| 3   | Mayu Matsumoto / Wakana Nagahara (JPN)              | 3 | 1 | 2 | 3  | 4  | −1   | 128 | 139 | −11  | 1   |                     |
| 4   | Apriyani Rahayu / Siti Fadia Silva Ramadhanti (INA) | 3 | 0 | 3 | 0  | 6  | −6   | 98  | 132 | −34  | 0   |                     |

| Data     | Czas  | Drużyna 1                                   | Wynik | Drużyna 2                                   | Set 1 | Set 2 | Set 3 | Raport |
| -------- | ----- | ------------------------------------------- | ----- | ------------------------------------------- | ----- | ----- | ----- | ------ |
| 27 lipca | 10:10 | Chen Qingchen Jia Yifan                     | 2–0   | Pearly Tan Thinaah Muralitharan             | 21–17 | 22–20 |       | Raport |
| 27 lipca | 11:00 | Mayu Matsumoto Wakana Nagahara              | 2–0   | Apriyani Rahayu Siti Fadia Silva Ramadhanti | 24–22 | 21–15 |       | Raport |
| 28 lipca | 08:30 | Mayu Matsumoto Wakana Nagahara              | 1–2   | Pearly Tan Thinaah Muralitharan             | 21–18 | 15–21 | 16–21 | Raport |
| 28 lipca | 10:10 | Chen Qingchen Jia Yifan                     | 2–0   | Apriyani Rahayu Siti Fadia Silva Ramadhanti | 21–12 | 24–22 |       | Raport |
| 30 lipca | 09:20 | Chen Qingchen Jia Yifan                     | 2–0   | Mayu Matsumoto Wakana Nagahara              | 21–16 | 21–15 |       | Raport |
| 30 lipca | 10:10 | Apriyani Rahayu Siti Fadia Silva Ramadhanti | 0–2   | Pearly Tan Thinaah Muralitharan             | 18–21 | 9–21  |       | Raport |

### Grupa B
| Lp. | Zawodnik                               | M | Z | P | S+ | S- | S+/- | P+  | P-  | P+/- | Pkt | Kwalifikacja        |
| --- | -------------------------------------- | - | - | - | -- | -- | ---- | --- | --- | ---- | --- | ------------------- |
| 1   | Liu Shengshu / Tan Ning (CHN)          | 3 | 3 | 0 | 6  | 1  | +5   | 145 | 105 | +40  | 3   | Awans do 1/4 finału |
| 2   | Gabrieła Stoewa / Stefani Stoewa (BUL) | 3 | 2 | 1 | 5  | 3  | +2   | 152 | 140 | +12  | 2   | Awans do 1/4 finału |
| 3   | Yeung Nga Ting / Yeung Pui Lam (HKG)   | 3 | 1 | 2 | 3  | 5  | −2   | 144 | 160 | −16  | 1   |                     |
| 4   | Annie Xu / Kerry Xu (USA)              | 3 | 0 | 3 | 1  | 6  | −5   | 110 | 146 | −36  | 0   |                     |

| Data     | Czas  | Drużyna 1                      | Wynik | Drużyna 2                      | Set 1 | Set 2 | Set 3 | Raport |
| -------- | ----- | ------------------------------ | ----- | ------------------------------ | ----- | ----- | ----- | ------ |
| 27 lipca | 14:00 | Liu Shengshu Tan Ning          | 2–0   | Annie Xu Kerry Xu              | 21–11 | 21–14 |       | Raport |
| 27 lipca | 14:00 | Yeung Nga Ting Yeung Pui Lam   | 1–2   | Gabrieła Stoewa Stefani Stoewa | 11–21 | 23–21 | 15–21 | Raport |
| 28 lipca | 15:40 | Liu Shengshu Tan Ning          | 2–1   | Gabrieła Stoewa Stefani Stoewa | 19–21 | 21–10 | 21–16 | Raport |
| 28 lipca | 20:20 | Yeung Nga Ting Yeung Pui Lam   | 2–1   | Annie Xu Kerry Xu              | 24–22 | 17–21 | 21–12 | Raport |
| 30 lipca | 09:20 | Gabrieła Stoewa Stefani Stoewa | 2–0   | Annie Xu Kerry Xu              | 21–18 | 21–12 |       | Raport |
| 30 lipca | 10:10 | Liu Shengshu Tan Ning          | 2–0   | Yeung Nga Ting Yeung Pui Lam   | 21–18 | 21–15 |       | Raport |

### Grupa C
| Lp. | Zawodnik                                | M | Z | P | S+ | S- | S+/- | P+  | P-  | P+/- | Pkt | Kwalifikacja        |
| --- | --------------------------------------- | - | - | - | -- | -- | ---- | --- | --- | ---- | --- | ------------------- |
| 1   | Kim So-yeong / Kong Hee-yong (KOR)      | 3 | 3 | 0 | 6  | 0  | +6   | 134 | 103 | +31  | 3   | Awans do 1/4 finału |
| 2   | Nami Matsuyama / Chiharu Shida (JPN)    | 3 | 2 | 1 | 4  | 2  | +2   | 130 | 105 | +25  | 2   | Awans do 1/4 finału |
| 3   | Setyana Mapasa / Angela Yu (AUS)        | 3 | 1 | 2 | 0  | 4  | −4   | 103 | 109 | −6   | 1   |                     |
| 4   | Tanisha Crasto / Ashwini Ponnappa (IND) | 3 | 0 | 3 | 0  | 4  | −4   | 76  | 126 | −50  | 0   |                     |

| Data     | Czas  | Drużyna 1                       | Wynik | Drużyna 2                       | Set 1 | Set 2 | Set 3 | Raport |
| -------- | ----- | ------------------------------- | ----- | ------------------------------- | ----- | ----- | ----- | ------ |
| 27 lipca | 20:20 | Kim So-yeong Kong Hee-yong      | 2–0   | Tanisha Crasto Ashwini Ponnappa | 21–18 | 21–10 |       | Raport |
| 27 lipca | 20:20 | Nami Matsuyama Chiharu Shida    | 2–0   | Setyana Mapasa Angela Yu        | 21–18 | 21–14 |       | Raport |
| 29 lipca | 09:20 | Nami Matsuyama Chiharu Shida    | 2–0   | Tanisha Crasto Ashwini Ponnappa | 21–11 | 21–12 |       | Raport |
| 29 lipca | 10:10 | Kim So-yeong Kong Hee-yong      | 2–0   | Setyana Mapasa Angela Yu        | 21–12 | 21–17 |       | Raport |
| 30 lipca | 14:00 | Nami Matsuyama Chiharu Shida    | 0–2   | Kim So-yeong Kong Hee-yong      | 22–24 | 24–26 |       | Raport |
| 30 lipca | 14:50 | Tanisha Crasto Ashwini Ponnappa | 0–2   | Setyana Mapasa Angela Yu        | 15–21 | 10–21 |       | Raport |

### Grupa D
| Lp. | Zawodnik                                            | M | Z | P | S+ | S- | S+/- | P+  | P-  | P+/- | Pkt | Kwalifikacja        |
| --- | --------------------------------------------------- | - | - | - | -- | -- | ---- | --- | --- | ---- | --- | ------------------- |
| 1   | Maiken Fruergaard / Sara Thygesen (DEN)             | 3 | 3 | 0 | 6  | 2  | +4   | 160 | 146 | +14  | 3   | Awans do 1/4 finału |
| 2   | Baek Ha-na / Lee So-hee (KOR)                       | 3 | 2 | 1 | 5  | 2  | +3   | 137 | 93  | +44  | 2   | Awans do 1/4 finału |
| 3   | Jongkolphan Kititharakul / Rawinda Prajongjai (THA) | 3 | 1 | 2 | 3  | 5  | −2   | 140 | 158 | −18  | 1   |                     |
| 4   | Margot Lambert / Anne Tran (FRA)                    | 3 | 0 | 3 | 1  | 6  | −5   | 98  | 138 | −40  | 0   |                     |

| Data     | Czas  | Drużyna 1                                   | Wynik | Drużyna 2                                   | Set 1 | Set 2 | Set 3 | Raport |
| -------- | ----- | ------------------------------------------- | ----- | ------------------------------------------- | ----- | ----- | ----- | ------ |
| 27 lipca | 20:20 | Baek Ha-na Lee So-hee                       | 1–2   | Maiken Fruergaard Sara Thygesen             | 18–21 | 21–9  | 14–21 | Raport |
| 27 lipca | 22:00 | Jongkolphan Kititharakul Rawinda Prajongjai | 2–1   | Margot Lambert Anne Tran                    | 12–21 | 21–13 | 21–15 | Raport |
| 29 lipca | 14:50 | Baek Ha-na Lee So-hee                       | 2–0   | Margot Lambert Anne Tran                    | 21–13 | 21–8  |       | Raport |
| 29 lipca | 19:30 | Jongkolphan Kititharakul Rawinda Prajongjai | 1–2   | Maiken Fruergaard Sara Thygesen             | 22–20 | 21–23 | 22–24 | Raport |
| 30 lipca | 21:10 | Baek Ha-na Lee So-hee                       | 2–0   | Jongkolphan Kititharakul Rawinda Prajongjai | 21–9  | 21–12 |       | Raport |
| 30 lipca | 21:10 | Margot Lambert Anne Tran                    | 0–2   | Maiken Fruergaard Sara Thygesen             | 16–21 | 12–21 |       | Raport |

## Faza pucharowa
|  |              |                                 |                                 |                                 |              |    |                              |                              |           |                                 |                                 |                   |                   |                   |                   |                   |       |       |       |
|  | Ćwierćfinały | Ćwierćfinały                    | Ćwierćfinały                    | Ćwierćfinały                    | Ćwierćfinały |    |                              | Półfinały                    | Półfinały | Półfinały                       | Półfinały                       | Półfinały         |                   |                   | Finał             | Finał             | Finał | Finał | Finał |
|  | Ćwierćfinały | Ćwierćfinały                    | Ćwierćfinały                    | Ćwierćfinały                    | Ćwierćfinały |    |                              | Półfinały                    | Półfinały | Półfinały                       | Półfinały                       | Półfinały         |                   |                   | Finał             | Finał             | Finał | Finał | Finał |
|  |              |                                 |                                 |                                 |              |    |                              |                              |           |                                 |                                 |                   |                   |                   |                   |                   |       |       |       |
|  |              |                                 |                                 |                                 |              |    |                              |                              |           |                                 |                                 |                   |                   |                   |                   |                   |       |       |       |
|  | A1           | Chen Qingchen Jia Yifan         | 21                              | 21                              |              |    |                              |                              |           |                                 |                                 |                   |                   |                   |                   |                   |       |       |       |
|  | A1           | Chen Qingchen Jia Yifan         | 21                              | 21                              |              |    |                              |                              |           |                                 |                                 |                   |                   |                   |                   |                   |       |       |       |
|  | B2           | Gabrieła Stoewa Stefani Stoewa  | 15                              | 8                               |              |    |                              |                              |           |                                 |                                 |                   |                   |                   |                   |                   |       |       |       |
|  | B2           | Gabrieła Stoewa Stefani Stoewa  | 15                              | 8                               |              |    | Chen Qingchen Jia Yifan      | Chen Qingchen Jia Yifan      | 21        | 18                              | 21                              |                   |                   |                   |                   |                   |       |       |       |
|  |              |                                 |                                 |                                 |              |    | Chen Qingchen Jia Yifan      | Chen Qingchen Jia Yifan      | 21        | 18                              | 21                              |                   |                   |                   |                   |                   |       |       |       |
|  |              |                                 | Pearly Tan Thinaah Muralitharan | Pearly Tan Thinaah Muralitharan | 12           | 21 | 15                           |                              |           |                                 |                                 |                   |                   |                   |                   |                   |       |       |       |
|  | C1           | Kim So-yeong Kong Hee-yong      | Pearly Tan Thinaah Muralitharan | Pearly Tan Thinaah Muralitharan | 12           | 21 | 15                           | 12                           | 13        |                                 |                                 |                   |                   |                   |                   |                   |       |       |       |
|  | C1           | Kim So-yeong Kong Hee-yong      |                                 |                                 |              |    |                              |                              |           |                                 |                                 |                   |                   |                   |                   |                   |       |       |       |
|  | A2           | Pearly Tan Thinaah Muralitharan | 21                              | 21                              |              |    |                              |                              |           |                                 |                                 |                   |                   |                   |                   |                   |       |       |       |
|  | A2           | Pearly Tan Thinaah Muralitharan | 21                              | 21                              |              |    | Chen Qingchen Jia Yifan      | Chen Qingchen Jia Yifan      | 22        | 21                              |                                 |                   |                   |                   |                   |                   |       |       |       |
|  |              |                                 |                                 |                                 |              |    |                              |                              |           |                                 |                                 |                   |                   |                   |                   |                   |       |       |       |
|  |              |                                 | Liu Shengshu Tan Ning           | Liu Shengshu Tan Ning           | 20           | 15 |                              |                              |           |                                 |                                 |                   |                   |                   |                   |                   |       |       |       |
|  | D2           | Baek Ha-na Lee So-hee           | Liu Shengshu Tan Ning           | Liu Shengshu Tan Ning           | 20           | 15 | 9                            | 13                           |           |                                 |                                 |                   |                   |                   |                   |                   |       |       |       |
|  | D2           | Baek Ha-na Lee So-hee           |                                 |                                 |              |    |                              |                              |           |                                 |                                 |                   |                   |                   |                   |                   |       |       |       |
|  | B1           | Liu Shengshu Tan Ning           | 21                              | 21                              |              |    |                              |                              |           |                                 |                                 |                   |                   |                   |                   |                   |       |       |       |
|  | B1           | Liu Shengshu Tan Ning           | 21                              | 21                              |              |    | Liu Shengshu Tan Ning        | Liu Shengshu Tan Ning        | 21        | 21                              |                                 | Mecz o 3. miejsce | Mecz o 3. miejsce | Mecz o 3. miejsce | Mecz o 3. miejsce | Mecz o 3. miejsce |       |       |       |
|  |              |                                 |                                 |                                 |              |    | Liu Shengshu Tan Ning        | Liu Shengshu Tan Ning        | 21        | 21                              |                                 | Mecz o 3. miejsce | Mecz o 3. miejsce | Mecz o 3. miejsce | Mecz o 3. miejsce | Mecz o 3. miejsce |       |       |       |
|  |              |                                 | Nami Matsuyama Chiharu Shida    | Nami Matsuyama Chiharu Shida    | 16           | 19 |                              |                              |           |                                 |                                 |                   |                   |                   |                   |                   |       |       |       |
|  | C2           | Nami Matsuyama Chiharu Shida    | Nami Matsuyama Chiharu Shida    | Nami Matsuyama Chiharu Shida    | 16           | 19 | 21                           | 21                           |           |                                 |                                 |                   |                   |                   |                   |                   |       |       |       |
|  | C2           | Nami Matsuyama Chiharu Shida    |                                 |                                 |              |    |                              |                              |           | Pearly Tan Thinaah Muralitharan | Pearly Tan Thinaah Muralitharan | 11                | 11                |                   |                   |                   |       |       |       |
|  | D1           | Maiken Fruergaard Sara Thygesen | 7                               | 12                              |              |    |                              |                              |           | Pearly Tan Thinaah Muralitharan | Pearly Tan Thinaah Muralitharan | 11                | 11                |                   |                   |                   |       |       |       |
|  | D1           | Maiken Fruergaard Sara Thygesen | 7                               | 12                              |              |    | Nami Matsuyama Chiharu Shida | Nami Matsuyama Chiharu Shida | 21        | 21                              |                                 |                   |                   |                   |                   |                   |       |       |       |
|  |              |                                 |                                 |                                 |              |    | Nami Matsuyama Chiharu Shida | Nami Matsuyama Chiharu Shida | 21        | 21                              |                                 |                   |                   |                   |                   |                   |       |       |       |